# 白神川 (青森県)
白神川（しらかみがわ）は、青森県西津軽郡深浦町を流れ日本海に注ぐ普通河川である。

## 地理
青森県西津軽郡深浦町の白神岳に源を発し、西に向かって流れ、深浦町大字大間越と深浦町大字黒崎の境界から日本海に注ぐ。
白神岳への登山道の一つであり、沢登りも楽しまれている。白神岳登山道の二股コースでは、白神川が２つに分岐している場所まで比較的傾斜が緩い登山道が続き、白神川を２度渡河してから、標高差で700m以上の急登になる。白神川が増水している時には危険なので、このコースを利用するのは控えた方がよい。

## 橋梁
- 白神橋